# 湯梨浜町立北溟中学校
湯梨浜町立北溟中学校（ゆりはまちょうりつ ほくめいちゅうがっこう）は、かつて鳥取県東伯郡湯梨浜町にあった公立中学校。
2019年に湯梨浜町立東郷中学校と統合し、湯梨浜町立湯梨浜中学校に移行。2021年時点で校舎等の解体・体育館の改修工事が行われた。体育館は北溟体育館として利用されている。

## 沿革
- 1970年（昭和45年）[2]
  - 4月 - 北条・羽合・泊の3中学校を北条町羽合町泊村中学校組合立北溟中学校として名目統合。
  - 5月 - 校章制定。
- 1972年（昭和47年）
  - 1月 - 校歌（作曲）制定。（1971年に作詞制定。作詞：吉田啓文、作曲：鈴木恭彬、編曲：加賀清孝[3]）
  - 4月 - 実質統合。
- 1995年（平成7年）4月 - 北条町立北条中学校分離に伴い、羽合町泊村中学校組合立北溟中学校に改称。
- 2004年（平成16年）10月1日 - 湯梨浜町立北溟中学校に改称。
- 2019年（平成31年）3月31日 - 東郷中学校との統合により閉校。

## 部活動
| 運動部 - 野球部 - サッカー部 - バレーボール部 - バスケットボール部 - 卓球部 - ソフトボール部 - 柔道部 - 水泳部 - ソフトテニス部 - 陸上部 - 駅伝部 - 相撲部 | 文化部 - 美術部 - 吹奏楽部 - 家庭部 - 科学部 |

## 進学前小学校
閉校時点。通学区域は羽合町・泊村に相当。
- 湯梨浜町立羽合小学校
- 湯梨浜町立泊小学校

## 交通
- 日交路線バス 橋津線「北溟中学校前」より